# Battle Royale (manga)
Battle Royale (バトル・ロワイアル?, Batoru Rowaiaru), abbreviato in BR o BR act, è un manga seinen tratto dall'omonimo romanzo. È opera di Koushun Takami, l'autore del romanzo, e del mangaka Masayuki Taguchi. È ambientato nell'immaginaria Repubblica della grande Asia, che si trova ipoteticamente al posto del reale Giappone, un regime totalitario in conflitto con tutti gli stati del mondo e governato da un dittatore chiamato l'Egemone. 
Oltre al manga, dal romanzo è stato tratto un film, Battle Royale, con Takeshi Kitano, diretto da Kinji Fukasaku, con una storia simile ma una trama abbastanza autonoma.
Esiste anche un seguito del manga, opera di Hiroshi Tomizawa, chiamata Battle Royale II - Blitz Royale. Solo lo spunto di fondo è in comune con il sequel del primo film, Battle Royale II: Requiem, diretto da Kinji e Kenta Fukasuku (2003), ma la trama è completamente differente.

## Trama
Nella Repubblica della Grande Asia, uno stato totalitario geograficamente localizzato nel Giappone della realtà, vige il BR act. Secondo tale legge, ogni anno viene scelta tramite sorteggio una classe di terza media (o meglio, il suo equivalente nel sistema scolastico giapponese) per partecipare al cosiddetto Programma. Il gioco consiste in una lotta all'ultimo sangue in cui i partecipanti devono uccidersi a vicenda in un luogo scelto appositamente dal governo, precedentemente evacuato. Per costringerli a partecipare, tra i vari espedienti c'è un collare che fornisce al centro di controllo la posizione degli studenti e che esplode in caso di fuga o di ammutinamento. Ai partecipanti è fornita un'arma con criteri assolutamente casuali (dalle mitragliatrici ai coperchi di pentola), in modo da uniformare, affidandole completamente al caso, le possibilità di sopravvivenza.
L'obiettivo è che rimanga un solo superstite, l'unico che potrà fare ritorno a casa.
Il manga ha per protagonisti gli studenti di una delle classi sorteggiate: la classe 3-B dell'istituto Shiroiwa, 21 maschi e 21 femmine. Il loro Programma si svolgerà su un'isola evacuata.
Si delineano subito fra gli studenti due diversi approcci alla situazione: quelli che si rifiutano di partecipare al gioco, e cercano il modo di ribellarsi al governo, e quelli che accettano di combattere. Mentre questi ultimi si muovono in genere da soli, i "ribelli" formano diversi gruppi ed attuano diverse strategie per porre termine al gioco. L'attacco diretto alla sede del centro di comando e al capo dell'operazione, il professor Yonemi Kamon, progettato dall'hacker e ribelle anti-governativo Shinji Mimura, fallisce drammaticamente, mentre i membri della classe continuano a morire uno dopo l'altro. 
Shōgo Kawada, sedicente sopravvissuto alla precedente edizione, affermando di conoscere una via di fuga (che però non vuole rivelare) guadagna la fiducia di Shuya Nanahara: quest'ultimo infatti non intende rinunciare alla speranza di portare fuori da quell'inferno tutti i suoi compagni, e si rifiuta categoricamente di uccidere chicchessia. I due, assieme a Noriko Nakagawa, tentano di convincere anche altri ad unirsi al loro gruppo (fra cui il campione di Kenpō Hiroki Sugimura), ma devono continuamente fare i conti con innumerevoli morti. 
Soprattutto il gelido Kazuo Kiriyama, incredibilmente intelligente e fortissimo nel combattimento e nell'uso di ogni genere di armamenti e la bellissima Mitsuko Soma, si rivelano assolutamente senza pietà, e costituiscono la minaccia più pericolosa presente sull'isola, avendo deciso di stare al gioco e di lottare per sopravvivere.

## Temi
Il manga (come del resto il romanzo e il film) ha una storia particolarmente violenta, tanto da avere scatenato in Giappone violente polemiche e un interesse nazionale. Proprio a seguito di questo controverso successo, l'autore del romanzo, Koushun Takami, ha deciso con il mangaka Masayuki Taguchi di farne una versione fumettistica.
L'intenzione dell'autore è quella di sublimare in una storia particolarmente scioccante la denuncia verso la logica della società giapponese, a suo dire mortalmente competitiva, cui i ragazzi sono costretti fin dalla scuola. Sono presenti anche altri temi: la situazione estrema in cui sono costretti i partecipanti al Programma, per esempio, funge anche da prova del fuoco per le loro relazioni interpersonali.
Molti studenti sono poi la rappresentazione di diversi tipi umani, caratteristica propria molto più del manga, poi persa nel film di Fukasaku (a favore di una caratterizzazione più articolata dei personaggi). Si trovano i caratteri tipici dell'otaku, del ragazzo viziato, del teppista, della ragazza senza scrupoli, del ribelle, del sognatore, dell'introverso, dell'anima gentile, dell'opportunista, e di molti altri, in una sorta di gara mortale fra loro per determinare il più adatto a sopravvivere.

## Volumi
| Nº | Data di prima pubblicazione | Data di prima pubblicazione | Data di prima pubblicazione |
| Nº | Giapponese                  | Giapponese                  | Italiano                    |
| -- | --------------------------- | --------------------------- | --------------------------- |
| 1  | 29 novembre 2000            | ISBN 978-4-253-14668-5      | 1º maggio 2003              |
| 2  | 29 novembre 2000            | ISBN 978-4-253-14669-2      | 1º luglio 2003              |
| 3  | 19 aprile 2001              | ISBN 978-4-253-14670-8      | 1º settembre 2003           |
| 4  | 12 luglio 2001              | ISBN 978-4-253-14671-5      | 1º novembre 2003            |
| 5  | 8 novembre 2001             | ISBN 978-4-253-14672-2      | 1º gennaio 2004             |
| 6  | 4 aprile 2002               | ISBN 978-4-253-14678-4      | 1º marzo 2004               |
| 7  | 8 agosto 2002               | ISBN 978-4-253-14679-1      | 1º maggio 2004              |
| 8  | 12 dicembre 2002            | ISBN 978-4-253-14680-7      | 1º luglio 2004              |
| 9  | 27 marzo 2003               | ISBN 978-4-253-14819-1      | 1º settembre 2004           |
| 10 | 24 luglio 2003              | ISBN 978-4-253-14820-7      | 1º novembre 2004            |
| 11 | 20 novembre 2003            | ISBN 978-4-253-14821-4      | 1º gennaio 2005             |
| 12 | 25 marzo 2004               | ISBN 978-4-253-14822-1      | 1º marzo 2005               |
| 13 | 29 luglio 2004              | ISBN 978-4-253-14823-8      | 1º maggio 2005              |
| 14 | 13 gennaio 2005             | ISBN 978-4-253-14824-5      | 1º luglio 2005              |
| 15 | 20 aprile 2005              | ISBN 978-4-253-14825-2      | 1º settembre 2005           |